# Stacja szyfrująca
Stacja szyfrująca (ang. The Numbers Station) – amerykańsko-brytyjsko-belgijski thriller z 2013 roku w reżyserii Kaspera Barfoeda. Wyprodukowany przez wytwórnię Furst Films i Matador Films.
Premiera filmu miała miejsce 21 marca 2013.

## Opis fabuły
Emerson Kent (John Cusack), doświadczony agent CIA, ma udać się do tajnego ośrodka w Wielkiej Brytanii, aby chronić młodą szyfrantkę Katherine (Malin Åkerman). Sprawy szybko wymykają się spod kontroli, gdy jednostkę atakują terroryści. Pod budynkiem dochodzi do potężnej eksplozji.

## Produkcja
Zdjęcia do filmu kręcono w Anglii: w Rendlesham i Ipswich w hrabstwie Suffolk oraz w wiosce Wakes Colne w hrabstwie Essex.

## Obsada
Źródło: Filmweb
- John Cusack jako Emerson Kent
- Malin Åkerman jako Katherine
- Liam Cunningham jako Grey
- Richard Brake jako Max
- Bryan Dick jako David
- Lucy Griffiths jako Meredith
- Joey Ansah jako Derne
- Victor Gardener jako Fischer
- Joe Montana jako Sam
- Gabrielle Reidy jako Monroe
- Jonathan Jaynes jako Nathaniel Davis
- Hannah Murray jako Rachel Davis

i inni.